# Тусреби
Тусреби (груз. ტუსრები) — село в Грузии, на территории Горийского муниципалитета края (мхаре) Шида-Картли.

## География
Село находится в центральной части Грузии, на берегах реки Таны, на расстоянии приблизительно 22 километров (по прямой) к юго-западу от города Гори, административного центра муниципалитета. Абсолютная высота — 1228 метров над уровнем моря.

## Население
По результатам официальной переписи населения 2014 года в Тусреби проживало 36 человек (24 мужчины и 12 женщин). В национальной структуре населения грузины составляли 97,2 %, осетины — 2,8 %.
| Год  | Население, человек |
| ---- | ------------------ |
| 2002 | 53                 |
| 2014 | ↘ 36               |